# Hydrillodes flavimacula
Hydrillodes flavimacula är en fjärilsart som beskrevs av Alfred Ernest Wileman. Hydrillodes flavimacula ingår i släktet Hydrillodes och familjen nattflyn. Inga underarter finns listade i Catalogue of Life.